# Битва за Чернигов (1941)
Битва за Чернигов (1941) — бои начального периода Великой Отечественной войны между соединениями и частями Юго-Западного фронта и 2-й армии вермахта.
В результате немецким войскам удалось захватить город, что позволило в дальнейшем нанести удар по советским войскам, которые защищали Киев, отрезать им путь к отступлению и окружить.

## Военно-стратегическая ситуация
20 августа Гитлер отклонил план начальника генштаба сухопутных войск Германии Франца Гальдера о нанесении удара на Москву и 21 августа подписал директиву, согласно которой часть сил группы армий «Центр» должна повернуть на юг с целью совместного с группой армий «Юг» окружения и разгрома Юго-Западного фронта советских войск. Директива определяла, что «важнейшей задачей до наступления зимы является не захват Москвы, а захват Крыма, промышленных и угольных районов на реке Донец и блокирование путей подвоза русскими нефти с Кавказа».
Согласно приказу командующего группой армий «Центр» фон Бока от 24 августа 1941 года 2-я армия, всего семь пехотных дивизий и одна кавалерийская дивизия, должна была наступать правым флангом на Чернигов. Ближайшей задачей 2-й армии и 2-й танковой группы Гудериана являлся захват предмостных плацдармов между Черниговом и Новгород-Северским, чтобы оттуда, в зависимости от развития обстановки, наступать дальше на юг или юго-восток».
24 августа 2-я танковая группа Гудериана начала наступать на Конотоп. 28 августа 2-я армия фон Вейхса начала наступать из района Гомеля на Чернигов, тесня советскую 5-ю армию М. И. Потапова на юг. Положение соседа по правую сторону, 21-й армии, заставило Потапова загнуть правый фланг (62-я и 200-я стрелковые дивизии 15-го стрелкового корпуса) в районе Чернигова фронтом на север. Из-за неполной укомплектованности дивизий оборонительная полоса корпуса вдоль берега Десны представляла собой прерывистую позицию. По этой же причине не была создана полоса прикрытия (предполье) и вторая линия обороны. Подступы к переднему краю не были заминированы из-за отсутствия мин.

## Бои за плацдарм под Выблями

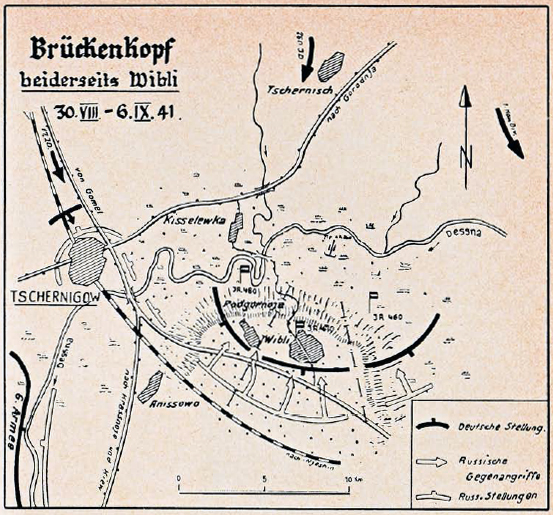
Бои за плацдарм под Выблями

Утром 30 августа подошедший 470-й полк 260-й пехотной дивизии 13-го армейского корпуса переправился через Десну и незаметно для советских войск образовал у села Выбли плацдарм на южном берегу реки. К 1 сентября плацдарм был расширен, и вечерняя контратака советских подразделений на него провалилась.
Опасная ситуация, сложившаяся в районе восточнее Чернигова, вызвала обеспокоенность Ставки. Последовал приказ - немедленно выбить немцев. В течение дня 2 сентября советские войска силами 204-й воздушно-десантной бригады и двух батальонов 62-й сд при личным участии командира 15-го стрелкового корпуса полковника М. И. Бланка 15 раз пытались уничтожить плацдарм, но все попытки были неудачными.
3 сентября, несмотря на многократные попытки атак, при поддержке огнем бронепоезда № 15, курсировавшего по железнодорожной ветке Нежин-Чернигов, немецкий плацдарм на Десне возле сел Выбли и Пески так и не удалось ликвидировать. На плацдарм кроме 260-й пехотной дивизии переправились части 131-й пехотной дивизии 43-го армейского корпуса вермахта. Немецкие войска смогли расширить плацдарм, овладев деревнями Горбово (2 км к востоку от Выблей) и Уборки.
Для ликвидации плацдарма штаб фронта был вынужден привлечь 135-ю стрелковую дивизию, которая 5 сентября при поддержке бронепоезда № 15 овладела юго-восточной окраиной Выблей. 244-й стрелковый полк 41-й стрелковой дивизии, батальон 204-й воздушно-десантной бригады и отдельный разведывательный батальон 62-й стрелковой дивизии овладели овладеть Горбово.
Несмотря на частичный успех под Выблями и Горбово, плацдарм сохранялся, и для генерала Потапова было очевидно, что противник, используя выгоды своего охватывающего положения, будет пытаться ударами с выблинского и окуниновского плацдармов зажать 5-ю армию в тиски в междуречье Днепра и Десны. Вечером 5 сентября он обратился к командующему фронтом М. П. Кирпоносу с предложением начать немедленный отвод войск армии от Днепра на рубеж Десны, но получил отказ.

## Окружение
7 сентября вермахт возобновил наступление на обоих флангах 5-й армии. На правом фланге армии 131-я и 260-я пехотные дивизии немцев с плацдарма атаковали 135-ю стрелковую дивизию с приданными ей частями (стрелковый полк 41-й стрелковой дивизии, стрелковый батальон 62-й стрелковой дивизии) и в конце дня отбросили ее южнее железнодорожной линии Чернигов-Нежин, овладев рубежом Вершинова Муравейка - Анисов. В результате 5-я армия оказалась с востока в окружении. 8 сентября немецкие войска заняли Колычевку на юге и Шестовицу к западу от Чернигова, и замкнули кольцо окружения. Ситуация осложнялась тем, что мосты через Десну, железнодорожный и автомобильный, уже были взорваны, поэтому был отдан приказ пробиваться от Чернигова к понтонной переправе, удерживаемой ниже Шестовицы.
Утром 9 сентября советские войска (остатки 45-й и 62-й стрелковых дивизий) покинули Чернигов, оставив за собой отряды прикрытия и двинулись вдоль правого берега Десны вниз. Однако они попали в ловушку. 98-я пехотная дивизия вермахта заняла возвышенность от Шестовицы до Киенки. Советские солдаты, двигавшиеся долиной по болотистой пойме Десны, оказались между рекой и высотами и стали обстреливаться артиллерийским и пулеметным огнём. Попытки штурма шестовицких высот провалились. Последнюю попытку помочь окруженным предприняли моряки Пинской военной флотилии. Они доплыли до Шестовицы с юга, но потом, потеряв один катер, отступили.
В ночь с 9 на 10 сентября оставшиеся в живых под непрерывным обстрелом противника устроили переправу на левый берег Десны вплавь и на подручных средствах — плотах и бревнах. Перебраться через реку смогло всего около 500 человек, остальные погибли или попали в плен.
Утром 9 сентября 1941 года немецкие войска в составе 134-й, 260-й, 17-й и 98-й пехотных дивизий вошли в Чернигов.